# 7645 Pons
7645 Pons eller 1989 AC2 är en asteroid i huvudbältet som upptäcktes den 4 januari 1989 av den tjeckiske astronomen Antonín Mrkos vid Kleť-observatoriet i Tjeckien. Den är uppkallad efter den franske astronomen Jean-Louis Pons.
Asteroiden har en diameter på ungefär 4 kilometer.